# Андроник (сын Агерра)
Андроник (др.-греч. Ἀνδρόνικος) — военачальник Александра Македонского. Руководил группой греческих наёмников, которые после гибели Дария III перешли на сторону македонян. Предположительно погиб в Согдиане в битве у Политимета против Спитамена в 329 году до н. э.

## Биография
Андроник происходил из знатного македонского рода. Предположительно он родился до 380 года до н. э. Был сыном Агерра и, по всей видимости, мужем кормилицы Александра Македонского Ланики. В античных источниках упомянуты четыре сына Ланики и Андроника. К ним относятся соратник и постоянный участник застолий Александра Протей, двое сыновей, которые погибли во время осады Милета в 334 году до н. э. Плутарх также упоминает «брата Протея» Теодора, которого Александр просил продать одну из рабынь за десять талантов. Братом Ланики и, соответственно, зятем Андроника был военачальник и друг Александра Македонского Клит Чёрный.
Впервые Андроник упомянут в связи с событиями 330 года до н. э. После смерти Дария III 1500 греческих наёмников на службе у персов отправили послов к Александру. Они просили македонского царя отправить к ним нового командира. К наёмникам поехал Андроник в сопровождении Артабаза, который выполнял роль проводника. Впоследствии Александр простил греков, при условии, что те будут служить в македонской армии под командованием Андроника. Именно за такое решение и ходатайствовал Андроник.
Вскоре Андроник вместе с военачальниками Караном и Эригием был отправлен на подавление восстания Сатибарзана в Арии. Возможно, в этом походе Андроник был подчинён Карану и Эригию.
После этого события античные источники не упоминают имя Андроника. По предположению Э. Карни, военачальник погиб в 329 году до н. э. в битве у Политимета между отрядами македонян и войском Спитамена. Такой вывод историк делает на основании анализа источников о смерти зятя Андроника Клита Чёрного на пиру в Мараканде 328 года до н. э. Согласно Плутарху, во время застолья кто-то стал петь песни, в которых высмеивали разбитых Спитаменом македонских военачальников. Эта ситуация разъярила Клита. «Клит, уже пьяный и к тому же от природы несдержанный и своевольный» возмутился. Во время последующей ссоры Клит наговорил множество упрёков и оскорблений в адрес Александра. В какой-то момент царь, также в состоянии опьянения, не выдержал и, метнув копьё, убил одного из своих наиболее преданных военачальников, о чём впоследствии сильно сожалел. По мнению Э. Карни, такая реакция Клита могла быть вызвана гибелью родственника, а именно Андроника в сражении со Спитаменом, которую высмеивали заезжие музыканты. В. Хеккель обращает внимание на то, что постоянным участником застолий Александра был Протей. То, что в античных источниках Протея называют «сыном Ланики», по мнению Хеккеля, свидетельствует, что в последние годы жизни Александра Андроник был уже мёртв. Однако, вряд ли Протею бы понравились шутки над отцом во время застолий Александра. Да и музыканты вряд ли посмели бы насмехаться над погибшим военачальником при его сыне. На этом основании Хеккель считает версию Карни о том, что Андроник был убит в сражении со Спитаменом, а затем высмеян на пиру, где находились его родственники, малоубедительной. При этом он не исключает гибель Андроника в 329 году до н. э. в битве у Политимета.
Все античные источники не ставят под сомнение искреннее раскаяние Александра после убийства Клита. Среди прочего Александр ставил себе в вину то, как он поступил со своей кормилицей Ланикой. Во время походов Александра погибло два её сына и, возможно, муж, а также лично царём был убит брат. В изложении Юстина, «ему [Александру] было особенно стыдно перед той, которой он так гнусно отплатил за то, что она его выкормила, той, на руках которой он провёл своё младенчество; став взрослым и победителем, за её добро отплатил ей погребальным плачем».
В историографии ведётся дискуссия относительно отождествления Андроника, сына Агерра, и Андроника из Олинфа. У. Смит и И. Г. Дройзен однозначно идентифицировали Андроника из Олинфа и Андроника, сына Агерра, как одно лицо. У. Вилькен и Г. Берве, напротив, отрицали такую возможность. В. Хеккель в просопографическом словаре персоналий эпохи Александра и войн диадохов ссылается на Г. Берве при идентификации Андроника, сына Агерра, и Андроника из Олинфа как двух разных личностей. Р. Биллоуз, напротив, считал идентичность двух Андроников возможным. По мнению этого историка, аргументация Г. Берве, основанная на том, что Андроник, сын Агерра, однозначно был македонянином, а не греком из Олинфа, недостаточно убедительна.

### Исследования
- Дройзен И. Г. История эллинизма. История Александра Великого. — М.: Академический проект, 2011. — 623 с. — (Технологии истории). — ISBN 978-5-8291-1304-9.
- Berve H. 78. Ἀνδρόνικος // Das Alexanderreich auf prosopographischer Grundlage (нем.). — München: C. H. Beck`sche Verlagsbuchhandlung, 1926. — Bd. 2. — S. 39.
- Billows R. Antigonos the One-eyed and the Creation of the Hellenistic State (англ.). — Berkeley; Los Angeles; London: University of California Press, 1997. — ISBN 0-520-06378-3.
- Carney E. D. The Death of Clitus (англ.) // Greek, Roman, and Byzantine Studies. — Durham: Duke University Press, 1981. — Vol. 22, no. 2. — P. 149—160. — ISSN 0017-3916.
- Heckel W. Andronicus 1 // Who's Who in the Age of Alexander the Great : Prosopography of Alexander's Empire (англ.). — Malden; Oxford; Carlton: Blackwell Publishing, 2006. — P. 29. — ISBN 1-4051-1210-7.
- Heckel W. Alexander’s Marshals. A study of the Makedonian aristocracy and the politics of military leadership (англ.). — 2nd ed. — London; New York: Routledge, 2016. — ISBN 978-1-138-93469-6.
- Heckel W. Who's Who in the Age of Alexander and his Successors. From Chaironea to Ipsos (338—301 BC) (англ.). — Barnsley: Greenhill Books, 2021. — 554 p. — ISBN 978-1-78438-648-1.
- Andronicus // A Dictionary of Greek and Roman biography and mythology (англ.) / Ed. by William Smith. — Boston: Little, Brown, and company, 1867. — Vol. I. — P. 167.
- Wilcken U. Andronikos 11 // Paulys Realencyclopädie der classischen Altertumswissenschaft :  [нем.] / Georg Wissowa. — Stuttgart : J. B. Metzler’sche Verlagsbuchhandlung, 1894. — Bd. I, Zweite Hälfte (I, 2). — Kol. 2162.